# António de Albuquerque Coelho
António de Albuquerque Coelho, född 1682 i delstaten Maranhão i Brasilien, död 1745 i Goa var en portugisisk kolonialtjänsteman. Under sitt liv levde han i de flesta kolonierna i det Portugisiska imperiet. Trots att han var mestis blev han guvernör i Macau, Portugisiska Timor och Pate i nuvarande Kenya.

## Biografi
António Albuquerque Coelho föddes 1682 och var son till adelsmannen António Albuquerque Coelho de Carvalho som innehade en tjänst i delstaten Maranhão och en indiansk mor Ângela de Bairros ou de Azevedo. År 1701 blev fadern sjuk i feber och återvände till Portugal för medicinsk behandling.
Albuquerque Coelho gick i en missionsskola i sin hemstad. År 1700 skickades han till Lissabon för vidareutbildning. Genom sin fars kontakter vid hovet fick Albuquerque Coelho lön och blev upptagen i Kristusorden.

### Rivalen i Macau
Unga adelsmän förväntades resa till portugisiska kolonier för att pröva lyckan. Den 25 mars 1700 lämnade Albuquerque Coelho Lissabon. Vid denna tid var livet till sjöss otrevligt och riskfyllt och många sjömän blev sjuka eller dog. Men han klarade resan och anlände till Goa den 12 september. Han blev befordrad och tjänstgjorde därefter på portugisiska fregatter och lärde sig den indiska navigeringskonsten.
1706 kom Albuquerque Coelho till Macau i Kina. Många unga adelsmän sökte lyckan i denna portugisiska koloni. Han träffade den föräldralösa Maria de Moura e Vasconcelos, arvtagare till en stor förmögenhet. Hon var emellertid bara sju år och hennes far hade i sitt testamente framhållit att hon inte fick gifta sig före 12 års ålder. Albuquerque Coelho återvände till Goa, men bestämde sig för att återkomma och gifta sig med Maria de Moura.
1708 mönstrade han som kapten för marinsoldater på fregatten Nossa Senhora das Neves med destination Macau. Två andra portugisiska adelsmän var med på resan, löjtnant Henrique de Noronha och handelsmannen Francisco Xavier Doutel. I kinesiska sjön råkade fartyget ut för en tyfon och skadades svårt. Fartyget fick bogseras in till Macau och det tog två år att reparera skadorna. Albuquerque Coelho hyrde att rum hos en franciskanerbroder. Han började uppvakta Maria de Moura men fann att han hade en rival i Henrique de Noronha. Maria var en eftertraktad brud och den portugisiska kolonnien började lägga sig i kampen. Albuquerque Coelho hade stöd av Biskop Casal, jesuiterna och fartygschefen Mello Perreira. Men Maria de Mouras förmyndare, Maria de Moura e Vasconcelo var rasist och förordade Noronha.[
Eftersom Noronha hade familjens stöd hade Albuquerque Coelho bara två val, att gripa till våld eller ge upp kampen. Eftersom han hade kyrkans stöd och sina soldater valde han att enlevera den villiga Maria de Mourna i juni 1709. Han tog henne till kyrkan Igreja de São Lourenço och kyrkoherden förklarade dem för trolovade. Noronha planerade sin hämnd och försökte mörda sin rival. Han anlitade två slavar men båda misslyckades. Noronha sköt då ett skott på avstånd och träffade Albuquerque Coelho i höger arm ovanför armbågen. Han lyckades ta sig till ett kloster och fick vård, men armen måste amputeras.
Guvernören i Macau, Diogo de Pinho Teixeira gav order om att Noronha skulle arresteras. Denne flydde till ett residens där katolska kyrkans kardinal Maillard de Tournon var på tillfälligt besök för att reda upp en kontrovers med jesuiterna. Albuquerque Coelho fick kallbrand i armen och en engelsk kirurg på ett inneliggande räddade hans liv genom att amputera höger arm.

### Bröllopet i Macau
När han tillfrisknade frågande han sin trolovade om hon ville gifta sig med en man med bara en arm. Hon svarade ja. Hennes mormor vände sig till domstolen Leal Senado och begärde att bröllopet skulle stoppas, men domstolen avslog begäran. Den 22 augusti 1710 vigdes paret i kapellet São Francisco under beskydd av fartygschefen Mello och marinsoldaterna.
Albuquerque Coelho hade skaffat sig flera fiender men många stod ändå på hans sida. Genom äktenskapet med Maria de Moura blev han medborgare i Macau och vän med guvernören Texeira, biskopen och flera präster. 1712 blev han ordförande i Leal Senado och relationerna med Maria de Mouras familj mjuknade. Men så vände lyckan. Hans första barn Inês föddes, men dog efter sju dagar. 1714 födde Maria en son den 20 juli, efter en vecka dog hon i barnsängsfeber.
En av hans fiender, Manuel Vicente Rosa skrev till vicekungen i Portugisiska Indien och beskyllde Albuquerque Coelho för ”tyranniskt styre av både Macaus befolkning och de handelsmän och besättningar som anlände till Macaus hamn”. Han arresterades och spärrades in på Fortaleza da Guia. Men han frigavs och reste till Goa för att svara på anklagelserna. Han blev helt frikänd och dessutom utnämnd till guvernör i Macau.

### Guvernör

#### Guvernör i Macau

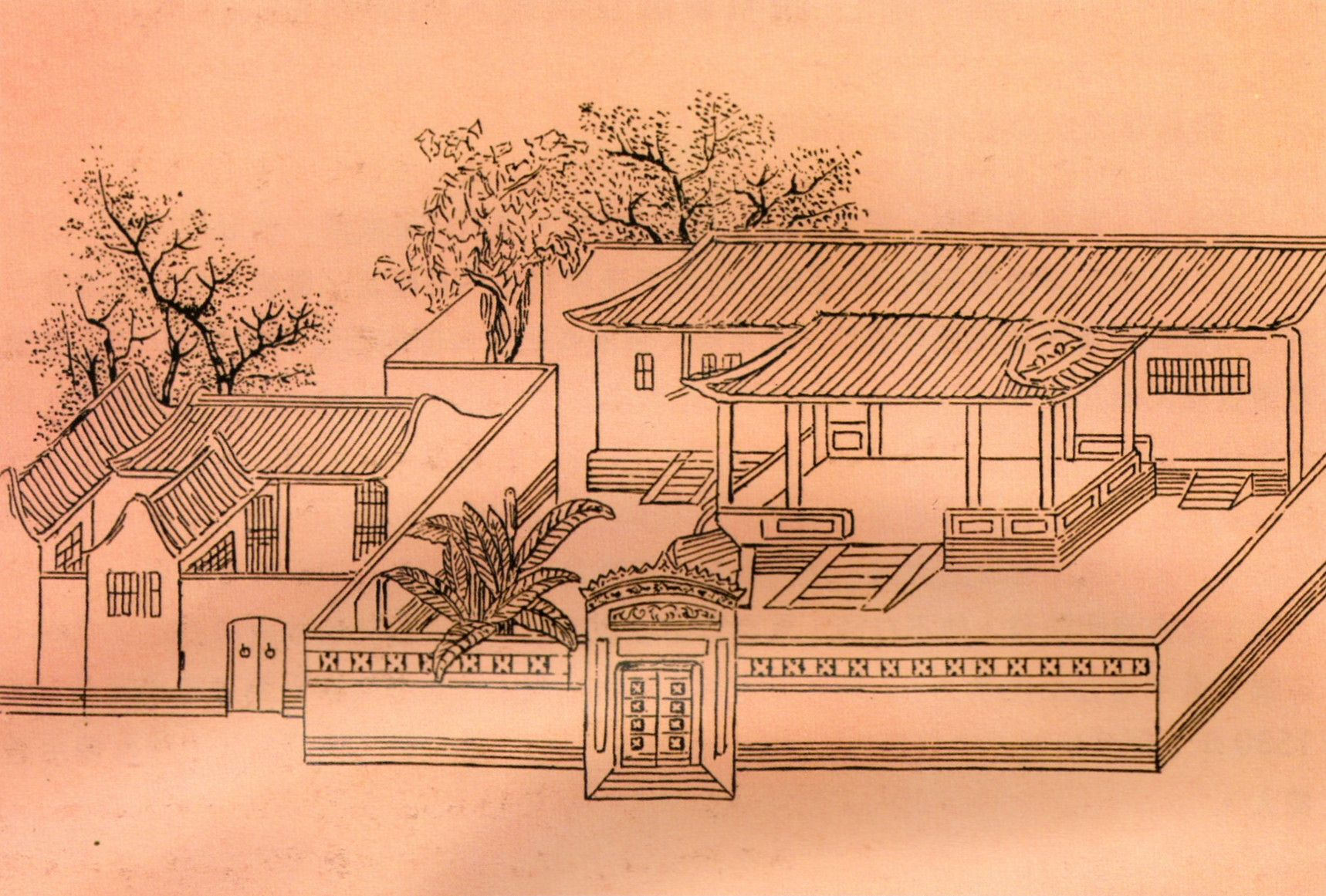
Leal Senado omkring 1751

Albuquerque Coelho reste tillbaka till Macau via Indien och Myamar och tillträdde posten som guvernör den 30 maj 1719 och blev avlöst av sin efterträdare redan den 9 september 1719. Han var storsint och utnyttjade inte sin ställning för att straffa sina fiender och blev hågkommen som en av de bästa guvernörer under huset Bragança.

#### Guvernör i Timor
På 1710-talet utbröt en maktkamp i Portugisiska Timor mellan guvernören och Topassorganisationen. Konflikten startade när Portugal tillsatte en guvernör för Timor 1702 med bas i Lifau. Så småningom blev guvernören tvungen att flytta sitt residens till Dili i östra delen av ön.
Topass skapade oro bland befolkningen och 1722 angrep krigare från det lokala kungadömet Luca och förstörde kyrkor och mördade missionärer. Vicekungen i Goa beslöt att utse Albuquerque Coelho till guvernör över Timor för att få slut på konflikten. Han anlände till Lifau 1722, slöt fred med biskopen och införde skatt på sandelträ. Affärsmän i Macau handlade med sandelträ och skrev till kungen av Portugal och klagade på att skatten gjorde handeln olönsam. Albuquerque Coelho införde grymma dödsstraff för krigare som förstörde byggnader eller mördade portugiser. 1725 beordrade vicekungen i Goa att skatt på sandelträ skulle tas bort och utsåg Antonio Moniz de Macado till ny guvernör på Timor.

#### Guvernör i Pate

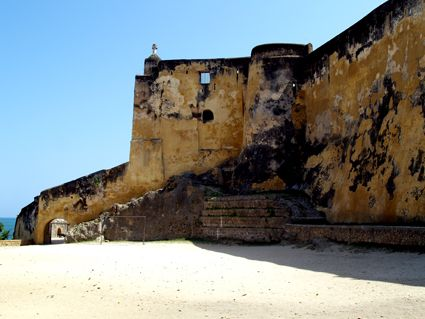
Fort Jesus nära Mombasa

Pate i Östafrika är en ö nära staden Mombasa. Från 700-talet var Pate en arabisk handelsstation. Staden Pate, byggd på 1300-talet härjades av pirater på 1580-talet. Sultanen bad portugisiska fartyg om hjälp och Portugal byggde en fästning på ön, Fort Jesus. År 1727 skickade sultanen av Pate en delegation till vicekungen i Goa och bad åter om hjälp och fick löfte om sex fartyg och 140 soldater som skulle återställa ordningen. Albuquerque Coelho blev utnämnd till guvernör och anlände till Pate 3 februari 1729.

### Tjänst i Goa
Albuquerque återvände till Goa och blev stadsråd och prokurator för senaten i Macao. 1744 drog han sig tillbaka till ett franciscanerkloster i provinsen Madre de Deus och dog 1745.